# Puerto Rico United
Der Puerto Rico United Sporting Club ist eine puerto-ricanische Fußballmannschaft aus Aguada. Der 2007 gegründete Klub spielte 2011 in der International Division der USL Professional Division, der dritten Liga im Fußballligensystem der USA, sowie zuvor in der Puerto Rico Soccer League.
Die Heimspiele werden im Aguada Stadium ausgetragen.

## Geschichte
Seit der Saison 2011 spielte die Mannschaft in der USL Pro. In der ersten Saison 2010 erreichte die Mannschaft den dritten Platz der Gruppe und konnte sich somit nicht für die Play-offs qualifizieren. Alle drei puerto-ricanischen Clubs der Liga stießen jedoch aufgrund mangelnder Besucherzahlen und hoher Reisekosten schnell auf Probleme. Im Mai 2011, weniger als zwei Monate nach Saisonbeginn, wurden Puerto Rico United, Club Atlético River Plate Puerto Rico und der Sevilla FC Puerto Rico aus der Liga entfernt.
Das erste Spiel in der USL Professional Division endete 1:1 gegen den Sevilla FC Puerto Rico. 

## Stadion
- Aguada Stadium; Aguada (2010– )
- Roberto Clemente Stadium; Carolina, Puerto Rico (2011) 2 Spiele

## Statistik

### Saisonstatistik
| Jahr | Liga    | Regular Season     | Play-offs          |
| ---- | ------- | ------------------ | ------------------ |
| 2010 | RPSL    | 3. Platz, Bruppe B | nicht qualifiziert |
| 2011 | USL Pro |                    |                    |